# Danwei
En danwei (förenklad kinesiska: 单位; traditionell kinesiska: 單位; pinyin: dān wèi) eller arbetsenhet är namnet på en slags arbetsenhet som huvudsakligen fanns tidigare i Kina. Även om termen danwei används idag så är den mer korrekt använd när det syftar på en arbetsplats under perioden då Kinas ekonomi var underutvecklad och mer beroende av välfärd för att köpa tillgång till en permanent arbetarklass i industristäderna och när den används i kontexten av statliga bolag.